# Pirri (Cagliari)
Pirri es la única municipalidad de Cagliari. Se ubica en la parte noroeste del territorio de Cagliari y limita con los pueblos de Monserrato y Selargius.
Tiene 30.037 habitantes (censo del 31/12/2011), casi una quinta parte de la población total de Cagliari. Si fuera una Municipalidad independiente sería la octava más poblada de Cerdeña. 

## Historia
Antes de convertirse en circunscripción única, Pirri atravesó con sus tradiciones y sus costumbres la turbulenta historia de Cerdeña. Fue construido como una fracción de la capital solo en 1927, pero sus orígenes se remontan a la época prehistórica, durante la cual, según algunas excavaciones arqueológicas, habían creado los primeros asentamientos humanos en la zona que hoy ocupa el municipio.  
Durante el período de la dominación romana, Pirri se convirtió en una verdadera ciudad. Después de vivir como el resto de la isla bajo el control de las potencias extranjeras, como los vándalos y bizantinos, en la era de juzgados Pirri se convirtió en parte del juzgado de Calari. Más tarde se vio involucrado en la lucha que las grandes potencias marítimas de Pisa y Génova se comprometieron llevar a cabo para asegurar el dominio sobre Cerdeña, hasta el año 1258 cuando el reino de Calari fue conquistado por Pisa. El nombre de Pirri aparece por primera vez en el tratado de paz firmado entre Génova y Pisa en 1288. Después del dominio de Pisa, Pirri también pasó a las manos de la Corona de Aragón. En 1326, junto con Quarto, San Vidrano, Quartuccio, Fluminella y Sebolla, se le concedió como feudo al catalán Raymond de Vall.
Desde el período de los Pisanos los habitantes de Pirri y de los pueblos cercanos fueron llamados por la fuerza a trabajar en las salinas de los estanques Major y Riba. Las dos principales fuentes de sal en Cerdeña se extendían en las zonas actuales de Molentargius y del estanque de Quartu. Los pueblos cerca de los estanques proporcionaron la mayoría de los trabajadores y los vagones necesarios para transportar la sal hasta los almacenes y el puerto de Cagliari. Los habitantes de la capital eran sin embargo eximidos del extenuante y mal pagado trabajo en las salinas. Por esta razón los pueblos ubicados en la zona de influencia de los estanques sufrieron un período de despoblación. Varios órdenes del rey aragonés trataron de poner fin al éxodo, que había causado una disminución en el número de trabajadores empleados en la recolección de sal.
Después de 150 años de la dominación aragonesa, Cerdeña pasó a dominio español. Pirri, junto con los otros pueblos cercanos, regresó a la Baronía de Quarto, suprimida solo en 1839. En este período fueron frecuentes las incursiones árabes y barbáricas en Campidano. Pirri, Monserrato (llamado Pauli Pirri), Quartu y Quartucciu, eran a menudo objetivos de ataques de los piratas hasta que en 1582 fueron destruidos. Pirri también se vio afectada por diversos desastres, incluyendo inundaciones, tormentas y epidemias de peste.
Después de su participación en la guerra de sucesión española, Cerdeña, en 1720, pasó a formar parte de las posesiones de la Casa Savoia, en la cual se abolió el feudalismo que dificultó el desarrollo y la prosperidad del pueblo. En 1836 también se abolió el trabajo forzado en las minas de sal. La ciudad de Pirri comenzó a extenderse, especialmente alrededor de la plaza principal y de las calles del casco antiguo y se convirtió en un centro de inmigración para los residentes de otros pueblos sardos, mientras los habitantes de Cagliari que tenían una casa en Pirri la utilizaron para pasar la primavera.
Después de las dificultades y sacrificios de los jóvenes de Pirri durante la Gran Guerra y los veinte años del régimen fascista, las calles de Pirri también fueron afectadas por las incursiones de las camisas negras y se desarrollaron centros culturales vinculados al fascismo. La vida fue completamente vinculada al fascismo, a través de las fiestas y las instituciones creadas por Mussolini. Es en este período que Pirri, Monserrato, Selargius y Quartucciu perdieron su autonomía en favor de Cagliari. Durante la Segunda Guerra Mundial Cagliari y Monserrato fueron objetivos de bombardeo y Pirri, estrujado entre ellos, experimentó un período de desplazamiento.
En los años más recientes Pirri se acercó cada vez más a Cagliari, con la que forma una sola aglomeración urbana. Los campos dejaron espacio para los edificios y Pirri se ha ido convirtiendo cada vez más en ciudad y menos en pueblo, aunque sigue manteniendo algunas tradiciones de identidad, como por ejemplo la fiesta en honor de Santa María Clara.

### Símbolos
La bandera es como un "fuego en un campo blanco y una ramificación de la vid cerrado con cuatro P que significan Pirri - Progreso - Prosperidad- Paz, con el nombre de Pirri en la parte superior".

## Monumentos y lugares de interés
- Iglesia de San Pietro Apóstol La parroquia de San Pedro Apóstol es la iglesia madre de Pirri. Se encuentra ubicado en el centro histórico de Pirri, en la calle Chiesa.

### Áreas verdes y de interés cultural
- Parque de Terramaini Archivado el 15 de junio de 2017 en Wayback Machine.

Situado en calle Vesalio tiene una superficie total de 127.000 m², y está equipado con zonas de juegos, área para perros, instalaciones deportivas y un restaurante con bar.
- Parque Jardín Ex-cristalería (enlace roto disponible en Internet Archive; véase el historial, la primera versión y la última).

Situado en calle Italia es un edificio con corte que en principio fue utilizado como una bodega y destilería. Al cabo de unos años se unió una fábrica de vidrio, de la que todavía es posible identificar los antiguos hornos de vidrio de ladrillo rojo. Las paredes, originalmente en tierra cruda y piedra, son apoyados por una torreta que tiene frisos Liberty y el grabado del nombre del primer propietario. Desde los años 60 el edificio fue abandonado y dejado al deterioro hasta la construcción de un centro cultural polivalente. Desde 1990, en el interior se encuentra el Teatro La Vetreria de la compañía de teatro "Cada Die Teatro". El área total, incluyendo el parque contiguo, es de 25.000 m², y hay juegos para niños, varios material deportivos y un área para perros.

## Cultura

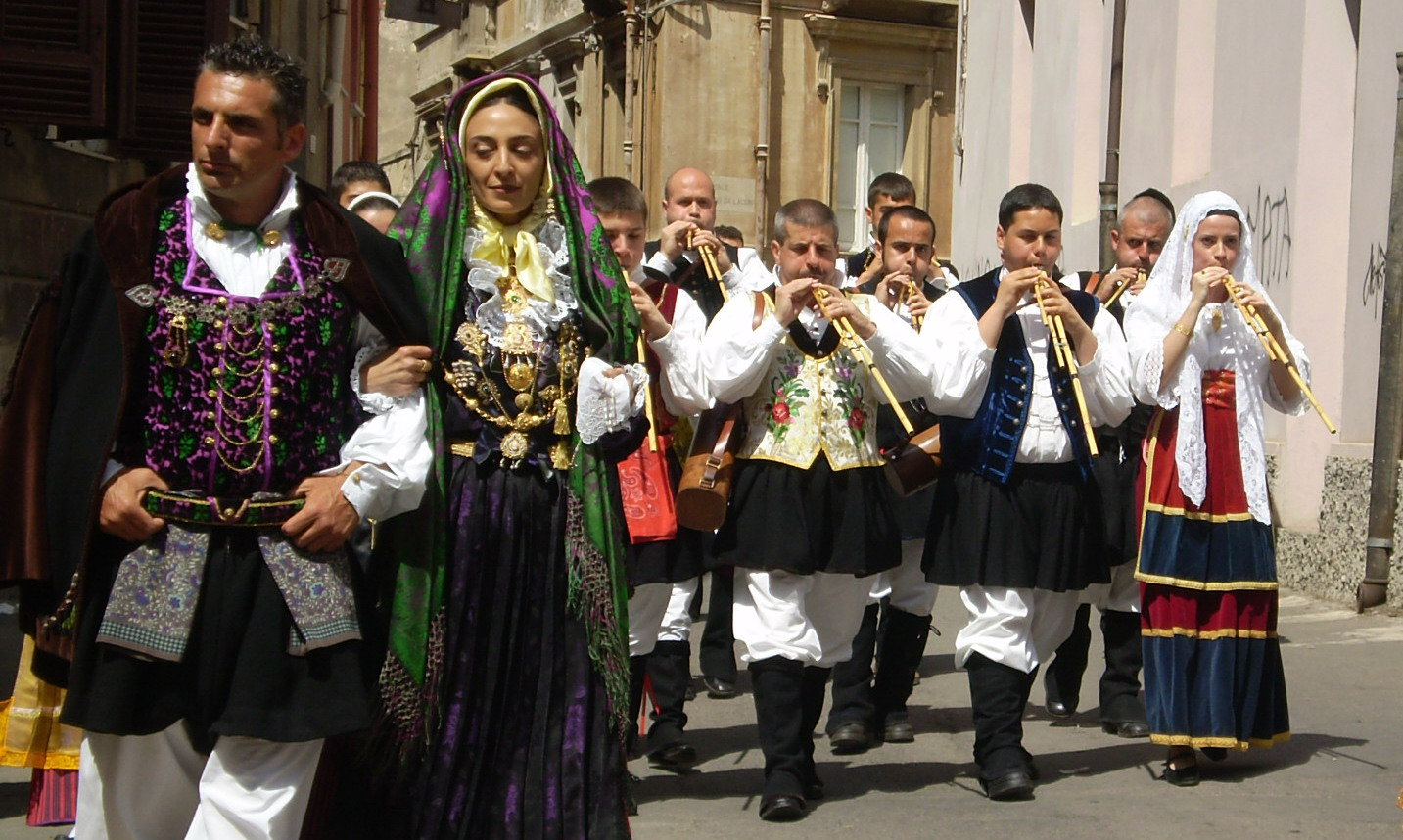
Costumbres tradicionales de Pirri

### Fiestas
Una de las fiestas más famosas es en honor a Santa Maria Chiara, cuya devoción se remonta a la época medieval, cuando en el parque actual de Monte Claro, situado sobre una colina, se encontró una estatua del santo considerada milagrosa. La noche de Pascua la imagen de la Virgen es llevada en procesión desde la iglesia de San Pietro Apóstol hasta la capilla de Monte Claro, y vuelve de nuevo el martes siguiente.

## Geografía antrópica

### Barrios de Pirri
El Municipio de Pirri incluye los siguientes siete barrios de la ciudad de Cagliari:
- Monteleone - Santa Rosalia

El barrio está situado en el centro histórico de Pirri, que se desarrolla en torno a la iglesia de San Pedro Apóstol.
El barrio se encuentra en el centro histórico de Pirri que se ha ido a desarrollar alrededor de la iglesia de San Pietro Apóstol.
- San José - Santa Teresa - Parteolla

Barrio adyacente al centro histórico, se ha desarrollado considerablemente desde la Segunda Guerra Mundial.
- Barracca Manna o La Collina

Nacido abusivamente, el común de Cagliari lo ha sanado dotándolo de calles y alcantarillado y de un servicio de transporte público gestionado de CTM con la línea 15.
En este barrio están alrededor 6000 habitantes del territorio de Pirri y su nombre viene de la presencia en el 1400 de chozas (barracas en sardo) para controlar los campos, pero el común de Cagliari ha llamado a un referéndum con el objetivo de establecer una nueva denominación del barrio. La más votada ha sido "La Collina" (el Cerro).
- Is Campus

Nacido como barrio abusivo, hasta el día de hoy carece de servicios y alcantarillado.
- Villa Doloretta

- Monreale

- Is Bingias - Terramaini

## Infraestructuras y transportes
En la Municipalidad de Pirri operan el tren ligero de Cagliari y los autobuses de la empresa CTM de Cagliari. 
Desde el 1893 hasta el 1971 Pirri estuvo atravesado por el tranvía suburbano de Cagliari- Monserrato - Quartu Sant'Elena, al principio con tracción a vapor y, después, fue incorporada en la red de tranvías de Cagliari, con los tranvías eléctricos. 

## Administración
La Municipalidad de Pirri tiene su sede en el Palacio Municipal ubicado en la calle Riva Villasanta.
Los órganos municipales son: el presidente, elegido por sufragio universal en un solo turno, el Consejo de la Municipalidad formado por 19 miembros más el presidente, el Consejo de Presidencia, órgano más restringido que el anterior, y la mesa, nombrada por el presidente del que obtiene la delegación administrativa. El Presidente y el Consejo de la Municipalidad están unidos por el voto de confianza, y solicitan las elecciones anticipadas cuando esta unión desaparece. Los órganos municipales de todos modo se renovarán cuando desaparezca el voto de confianza por los órganos municipales de Cagliari. El Consejo de la Municipalidad es elegido por premio de mayoría de al menos 11 consejeros a favor de la lista relacionada con el presidente.

## Entradas relacionadas
- Estación de Cagliari-Pirri
- Iglesia de San Pietro Apóstol a Pirri (Cagliari)

- Datos: Q3905664
- Multimedia: Pirri / Q3905664